# Livre d'Orgue de Montréal
Le Livre d'Orgue de Montréal est un manuscrit du début du XVIIIe siècle comprenant 398 pièces de musique d'orgue.

## Historique
Le Livre d'orgue de Montréal est le plus volumineux manuscrit (540 pages) de musique d'orgue française de l'époque de Louis XIV à être parvenu jusqu'à nous. Il fut apporté de France en 1724 par Jean Girard (1696–1765), un clerc sulpicien originaire de Bourges, devenu organiste à la paroisse Notre-Dame et maître d’école à Montréal.
Ce recueil est très représentatif de la musique d’orgue française du dernier tiers du XVIIe siècle et du tout début du XVIIIe. Les 398 pièces du manuscrit sont anonymes, mais Kenneth Gilbert a pu identifier 16 pièces comme étant de Nicolas Lebègue. 
Le volume comporte 6 messes, 11 Magnificat, 9 suites de pièces pouvant servir de Magnificat, 3 séries de versets pour le Te Deum, 1 Pange Lingua ; on y trouve aussi 16 Tierces ou Cromhornes en taille, 6 Dialogues de Récits, des Fugues et des pièces diverses.
L’épais manuscrit fut découvert en 1978 par la musicologue Élisabeth Gallat-Morin dans les archives du notaire Jean-Joseph Girouard (1795-1855), entreposées à la Fondation Lionel-Groulx à Outremont (Montréal), un centre de recherche en histoire de l’Amérique française.

## Éditions
- Édition en fac-similé : par Élisabeth Gallat-Morin, préface de Kenneth Gilbert. Publiée par la Fondation Lionel-Groulx en coédition avec les Presses de l'Université de Montréal, 1981. Édition reprise chez Klincksieck, Paris, en 1988.
- Édition moderne : édition critique en 3 vol. par Élisabeth Gallat-Morin et Kenneth Gilbert, préparée à l’Institut Québécois de Recherche sur la culture, gravée par Lise Durocher, publiée aux Éditions Jacques Ostiguy Inc., Saint-Hyacinthe, Québec, 1985-88. Édition épuisée.

## Enregistrements
- Kenneth Gilbert. Le Livre d'Orgue de Montréal, (94 extraits), 2 CD, Montréal, Analekta FL2 3022-3. Réédition d'enregistrements de Radio-Canada, 1981-85, sur l'orgue Hellmuth Wolff (1981) de la salle Redpath de l'Université McGill, Montréal.
- Bernhard Marx. Kyrie (nos 116-120), 5 extraits du Livre d'Orgue de Montréal, Baroque Music, Bella Musica BM31.2074.
- Réjean Poirier. Le Livre d'Orgue de Montréal, (46 extraits), Toulouse, Ariane ARI-140, 1987; sur l'orgue Micot (1762) de la cathédrale de Vabres l'Abbaye (Aveyron).
- Yves-G. Préfontaine. Suite en Fa (nos 134-137, 139-140, 142),  Magnificat, ATMA ACD22120, (1996); sur l’orgue Guilbault-Thérien (1990) de la Chapelle du Grand Séminaire, Montréal.
- Yves-G. Préfontaine. Magnificat en C (nos 30-35). 1753. Œuvres du Livre d'Orgue de Montréal, Lebègue, Nivers, Marchand et d'Anglebert. Orgue Juget-Sinclair op. 35 de la Chapelle du Musée de l'Amérique francophone, Québec. ATMA Classique ACD2 2717 (2016).

### Partitions
- Les deux éditions (moderne et en fac-similé) peuvent être consultées sur le site de Bibliothèque et Archives nationales du Québec.
- IMSLP Intégrale des pièces d'orgue dans une nouvelle « édition urtext ».

### Écoute
- Sur le site de la Bibliothèque et Archives nationales du Québec : Kenneth Gilbert joue plusieurs pièces du Livre d'Orgue de Montréal à l'orgue classique français de Hellmuth Wolff (1981), salle Redpath de l'Université McGill, Montréal.
- Extraits à l'orgue historique Parisot de Guibray, Falaise (Calvados) : No. 181 – Tierce en taille, No. 270 – Pange lingua, No. 271 – Récit sur le même chant, No. 272 – Dialogue sur le même chant.

Pièces en A# (la majeur) : No. 217 – Récit (sur le nasard), No. 226 – Duo, No. 228 – (Basse de trompette), No. 229 – Fantaisie pour la Basse et le Dessus de Trompette, No. 230 – (Récit de cromorne), No. 232 – Dialogue.
- Sur YouTube : exécution de la Messe Double (nos 307-326) du Livre d'Orgue de Montréal, par Pastór de Lasala à l’orgue Rudolf von Beckerath du Great Hall de l’Université de Sydney, avec la participation de la Schola Cantorum dirigée par David Molloy pour le chant grégorien (façon Solesmes). En 4 sections :
  - A Introït, Kyrie (nos 307-311).
  - B Gloria (nos 312-320).
  - C Offertoire de Lebègue (no 326), Sanctus (nos 321-322), Petite Élévation de Lebègue (no 323), Agnus (nos 324-325).
  - D Agnus (nos 324-325); Offerte «Vive le Roy» d’André Raison.
- YouTube Martin Yelle joue Cromhorne en taille de N. Lebègue (no 191) à l'orgue Guilbault-Thérien de la chapelle du Grand-Séminaire de Montréal.

### Renseignements
- L'Encyclopédie Canadienne Article sur le Livre d'Orgue de Montréal par Élisabeth Gallat-Morin.
- L'Encyclopédie Canadienne Article sur Jean Girard par Élisabeth Gallat-Morin.
- Kenneth Gilbert
- Fondation Lionel-Groulx.
- France Orgue Discographie presque complète par Alain Cartayrade.